# 리처드 케이
리처드 케이(Richard Kay, 1937년 3월 16일 ~ 1985년 1월 1일)는 배우, 텔레비전 배우이다.

## 영화
- 넥스트 (2007년)
- 폭풍의 언덕 (1978년)
- 세 자매 (1970년)
- 쿠루쿠, 아마존의 야수 (1956년)
- 고질라 3 - 괴수의 왕 (1956년)